# Alex Garland
Alexander Medawar Garland (n. 26 mai 1970, Londra, Anglia, Regatul Unit) este un romancier englez, scenarist, producător și regizor de filme. A devenit notabil ca romancier la sfârșitul anilor 1990 cu romanul The Beach, care a făcut pe unii critici să afirme că  Garland este o voce cheie a Generației X. A fost foarte apreciat pentru scenariile filmelor 28 Days Later (2002), Sunshine (2007), Never Let Me Go (2010) și  Dredd (2012).

## Filmografie
| An   | Film            | Regizor | Producător (executiv) | Scenarist | Note |
| ---- | --------------- | ------- | --------------------- | --------- | --- |
| 2002 | 28 Days Later   |         |                       | Da        | Nominalizare –Chainsaw Award for Best Screenplay Nominalizare – Hugo Award for Best Dramatic Presentation – Long Form (Împărțit cu Danny Boyle) Nominalizare – Saturn Award for Best Screenplay |
| 2007 | Sunshine        |         |                       | Da        | |
| 2007 | 28 Weeks Later  |         | Da                    |           | |
| 2010 | Never Let Me Go |         | Da                    | Da        | Nominalizare – Saturn Award for Best Screenplay Nominalizare – British Independent Film Award for Best Screenplay Nominalizare – Evening Standard British Film Award for Best Screenplay |
| 2012 | Dredd           |         | Da                    | Da        | |
| 2014 | Big Game        |         | Da                    |           | |
| 2014 | Ex Machina      | Da      |                       | Da        | Nominalizare – Academy Award for Best Original Screenplay Nominalizare – British Academy Film Award for Best Original Screenplay Nominalizare - Alexander Korda Award for Best British Film (Împărțit cu Andrew Macdonald & Allon Reich) Nominalizare - Outstanding Debut by a British Writer, Director or Producer Nominalizare - EDA Award for Best Writing, Original Screenplay Nominalizare - Austin Film Critics Association Award for Best Original Screenplay Nominalizare - Boston Society of Film Critics Award for Best New Filmmaker Nominalizare - AACTA Award for Best Screenplay Won - British Independent Film Award for Best Director Won - British Independent Film Award for Best Screenplay Won - British Independent Film Award for Best British Independent Film Nominalizare - Broadcast Film Critics Association Award for Best Original Screenplay Chicago Film Critics Association Award for Most Promising Filmmaker Nominalizare - Chicago Film Critics Association Award for Best Original Screenplay Won - Directors Guild of America Award for Outstanding Directorial Achievement of a First-Time Feature Film Director Nominalizare - European Film Award for European Screenwriter Nominalizare - Florida Film Critics Circle Award for Best original Screenplay Gérardmer Film Festival Jury Prize Silver Scream Award Nominalizare - London Critics Circle Film Award for Breakthrough British/Irish Filmmaker Nominalizare - Online Film Critics Society Award for Best Original Screenplay Nominalizare - San Diego Film Critics Society Award for Best original Screenplay Nominalizare - San Francisco Film Critics Circle Award for Best Screenplay, Original Nominalizare - Saturn Award for Best Director Nominalizare - Saturn Award for Best Writing Toronto Film Critics Association Award for Best First Feature Nominalizare - Washington DC Area Film Critics Association Award for Best Director Nominalizare - Washington DC Area Film Critics Association Award for Best original Screenplay |
| 2018 | Annihilation    | Da      |                       | Da        | |

## Jocuri video
| An   | Titlu                         | Note |
| ---- | ----------------------------- | --- |
| 2010 | Enslaved: Odyssey to the West | Co-scenarist Writers Guild of Great Britain Award for Best Continuing Drama (Împărțit cu Tameem Antoniades) |
| 2013 | DmC: Devil May Cry            | Story-Supervisor                                                                                            |